# Friedrichshafen
Friedrichshafen er en by i delstaten Baden-Württemberg i det sydlige Tyskland. Byen har 60.865 indbyggere (2018-12-31) og ligger på nordsiden af Bodensøen. Den er den næststørste by ved Bodensøen; den største er Konstanz.
Byen opstod i 1811 ved en sammenlægning af byerne Buchhorn og Hofen. Den nye by blev opkaldt efter Friedrich 1., den første württembergske konge. Buchhorn havde en lang historie som rigsstad i Det tysk-romerske rige (1275–1802).
Friedrichshafen er bedst kendt for at have været stedet, hvor grev Ferdinand von Zeppelin byggede sine luftskibe. Der er således i dag indrettet et museum ved havnen.